# Малый Пуял
Малый Пуял (мар. Изи Пуял) — деревня в Оршанском районе Республики Марий Эл. Входит в состав Великопольского сельского поселения.

## География
Находится в северной части республики Марий Эл на расстоянии приблизительно 14 км по прямой на восток-юго-восток от районного центра посёлка Оршанка.

## История
Известна с 1723 года как деревня с 8 дворами и мужским населением 31 человек. В 1859 году в 16 дворах проживали 132 человека, в 1915 году в 31 дворе проживали 211 человек, в 1953 в 69 дворах проживали 214 человек. В 2003 году оставалось 26 хозяйств. В советское время работали колхозы имени Фрунзе, имени Ворошилова, «1 Мая» и имени Мичурина.

## Население
Население составляло 64 человек (мари 84 %) в 2002 году, 65 в 2010.